# Kovelanjärvi
Kovelanjärvi eller Myllyjärvi är en sjö i kommunen Lojo i landskapet Nyland i Finland. Sjön ligger 57,3 meter över havet. Arean är 69 hektar och strandlinjen är 7,66 kilometer lång. Sjön  ingår i Karisåns huvudavrinningsområde.   Den ligger omkring 65 km väster om Helsingfors. 
I sjön finns ön Pilperoinen. Kovelanjärvi ligger sydväst om Pitkäjärvi. 